# Giardino botanico di Cracovia

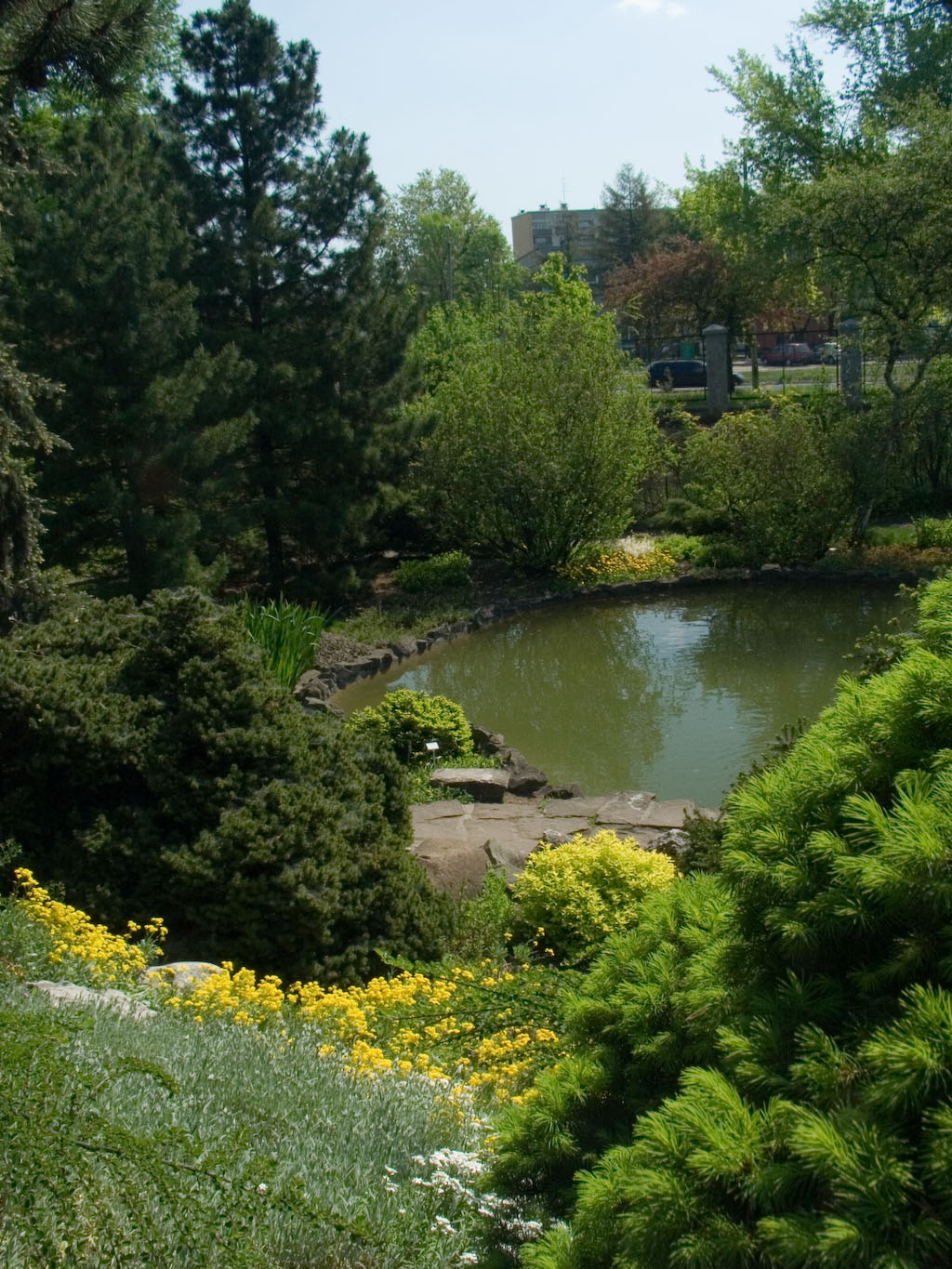
Alpinarium nel giardino botanico dell'Università di Cracovia

Il giardino botanico dell'Università Jagiellonica di Cracovia (Hortus Botanicus Universitatis Iagellonicae) è il giardino botanico più antico della Polonia e uno dei più antichi d'Europa: è stato fondato nel 1783 e ospita circa 5000 specie di piante, native o esotiche.
È situato nella parte della città vecchia e occupa 9,6 ettari di terreno, una volta occupato dal letto del fiume Vistola, ed è di competenza dell'antica Università Jagellonica di Cracovia, che venne inaugurata nel 1364. All'interno del giardino ci sono piccole architetture, muretti e zone che riproducono ambienti naturali.

## Collezioni
Il giardino botanico si costituisce di varie sezioni:
- erbe officinali
- Alpinarium
- Palmiarnia
- Platycerium
- arboreto con collezioni di Acer e Betula

## Curiosità
Nel giardino si tengono saltuariamente concerti di musica classica. Il giardino serve inoltre da osservatorio astronomico all'università.